# Diakonissenkrankenhaus Karlsruhe-Rüppurr
Das Diakonissenkrankenhaus Karlsruhe-Rüppurr ist ein ehemals selbständiges Krankenhaus der Schwerpunktversorgung im Süden von Karlsruhe, welches heute Teil der ViDia Christliche Kliniken Karlsruhe ist.

## Geschichte

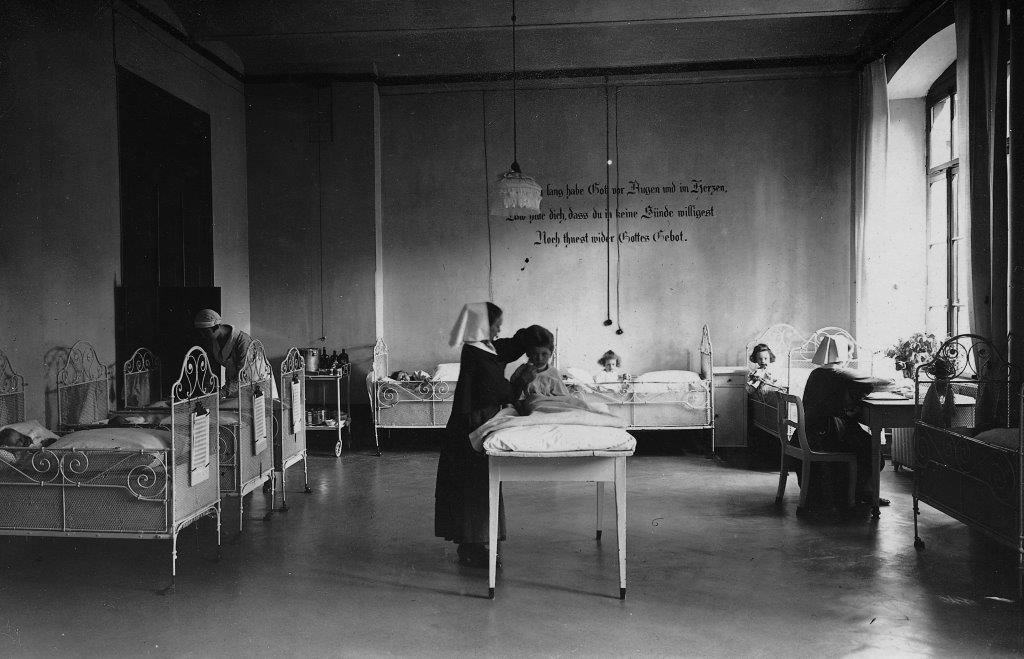
Die Anfänge des Diakonissenkrankenhaus Karlsruhe-Rüppurr

Die Evangelische Diakonissenanstalt wurde 1851 von Frauen und Männern in Karlsruhe gegründet, die sich als Glieder der kirchlichen Erweckungsbewegung in Baden für die Überwindung sozialer und geistlicher Nöte, insbesondere für kranke Menschen, verantwortlich wussten. Der Leitgedanke Mitte des 19. Jahrhunderts war es, in dieser Einrichtung der Diakonie eine „wirksame Krankenpflege“ anzubieten, die im „lebendigen Christentum wurzelnd, Geist, Seele und Leib gleichermaßen im Auge hat“. Diesem Leitgedanken sieht sich das Diakonissenkrankenhaus nach wie vor verpflichtet.
Das Diakonissenkrankenhaus ist Teil der Ev. Diakonissenanstalt Karlsruhe-Rüppurr. Die Arbeit im Krankenhaus begann mit fünf Diakonissen. In Karlsruhe wurde in der Nähe des Mühlburger Tores ein Haus erworben, das 12 Patienten Platz bot. Im Jahr 1931 erfolgte die Grundsteinlegung zum Neubau in Karlsruhe-Rüppurr, weil es mitten in der Stadt keine Erweiterungsmöglichkeiten mehr gab. Von 1933 bis 1964 wurde das Krankenhaus an zwei verschiedenen Standorten geführt, bis 1964 mit dem Neubau der Frauenklinik in Karlsruhe-Rüppurr beide Standorte zusammengeführt wurden. In Karlsruhe-Rüppurr entstand neben dem Krankenhaus 1931–1933 das Mutterhaus mit einer Kapelle im Übergang von Krankenhaus zum Mutterhaus. Bis heute leben im Mutterhaus Diakonissen und Mitglieder der Diakoniegemeinschaft.
Nach der Fusion 2016 mit den St. Vincentius-Kliniken firmiert der neue Träger unter Vincentius-Diakonissen-Kliniken gAG (ViDia). Der Standort in Rüppurr sollte erhalten bleiben.

## Organisationsstruktur

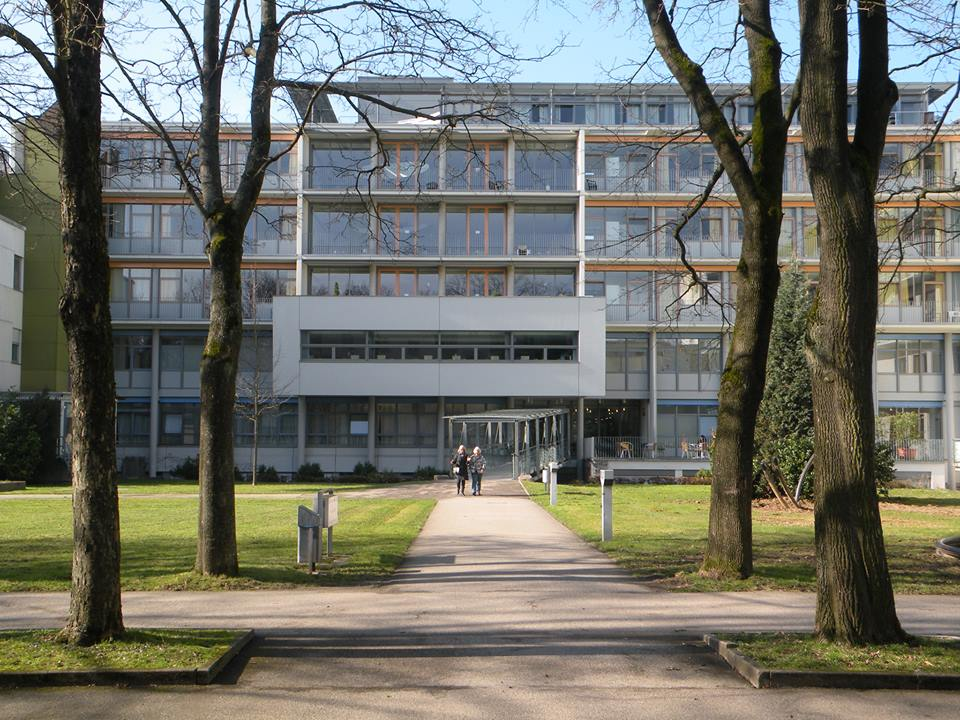
Der Park des Diakonissenkrankenhauses Karlsruhe-Rüppurr

Das Diakonissenkrankenhaus Karlsruhe-Rüppurr verfügte über insgesamt 353 Betten (Stand: 2020) in den folgenden neun Fachabteilungen, hinzukommen noch 5 Plätze in der Tagesklinik für Psychosomatik und Psychotherapie. Im Jahr 2023 wurden die meisten Betten an den ViDia-Standort Südendstraße verlegt.
- Anästhesie, Intensiv- und Notfallmedizin
- Klinik für Augenheilkunde
- Klinik für Gastroenterologie, Hepatologie (nur noch ambulante Leistungen)
- Klinik für Geriatrie, Abteilung Rehabilitative Geriatrie
- Klinik für Psychosomatische Medizin und Psychotherapie

Ehemalige Kliniken (Jahr der Schließung)
- Klinik für Hals-Nasen-Ohrenheilkunde (2022)
- Klinik für Unfallchirurgie mit Zentrum für Alterstraumatologie (2022)
- Klinik für Geriatrie, Abteilung Akutgeriatrie (2022)
- Klinik für Allgemein-, Viszeral- und Gefäßchirurgie (2023)
- Klinik für Allgemeine Innere Medizin, Diabetologie, Endokrinologie (2023)
- Klinik für Gastroenterologie, Hepatologie (stationärer Bereich, 2023)
- Klinik für Gynäkologie und Geburtshilfe (2023)
- Klinik für Diagnostische und Interventionelle Radiologie (2024)

Die Klinik für Hals-Nasen-Ohrenheilkunde, die Klinik für Unfallchirurgie mitsamt dem Zentrum für Alterstraumatologie, sowie die akutgeriatrischen Stationen wurden im Januar 2022 in den Neubau Steinhäuserstraße der St. Vincentius-Kliniken verlegt und dort mit Kliniken der St. Vincentius-Kliniken fusioniert.
Im Gegenzug sollten die beiden Kliniken für Augenheilkunde sowie die beiden Kliniken für Gynäkologie und Geburtshilfe der Vidia-Kliniken in Rüppurr zusammengeführt werden.
Darüber hinaus verfügt das Diakonissenkrankenhaus über ein Zentrum für Endokrinologie und Sonographie (ZeuS), das Geriatrische Zentrum Karlsruhe sowie ein Endometriosezentrum. Das Krankenhaus ist Akademisches Lehrkrankenhaus der Universität Freiburg. Auf dem Klinikgelände befinden sich in organisatorischer Unabhängigkeit vom Akutkrankenhaus ein Alten- und Pflegeheim mit 76 Betten sowie mehrere Arztpraxen: Neurologie, Plastische Chirurgie und Handchirurgie sowie Kinder- und Jugendpsychiatrie- und psychotherapie.

## Weitgehende Einstellung der stationären Akutversorgung 2023
Mit dem Bezug des Neubaus der St.-Vincentius-Kliniken in der Steinhäuserstraße im Jahr 2022 wurden auch die Kliniken für Unfallchirurgie sowie die Hals-Nasen-Ohrenklinik fusioniert und somit aus Rüppurr abgezogen.
Zum 1. November 2022 wurde die Intensivstation des Diakonissenkrankenhauses geschlossen und das Personal auf die übrigen Intensivstationen der ViDia-Kliniken an den Standorten Südendstraße und Steinhäuserstraße verteilt. Eine Überwachungsstation (IMC) verblieb jedoch am Standort. Als Grund wurde der „eklatante Personalmangel“ und das Ziel, die Dienstpläne zu stabilisieren, angegeben.
Am 14. Februar 2023 berichtete Baden TV darüber, dass die Akutversorgung am Standort Rüppurr – bis auf wenige Ausnahmen – noch im Jahr 2023 komplett aufgegeben werden soll. Betroffen seien sämtliche Akutkliniken mit Ausnahme der Klinik für Psychosomatische Medizin sowie der rehabilitativen Geriatrie. Die Augenklinik, für die momentan ein Neubau errichtet wird, soll am Standort Rüppurr verbleiben. Im Mai 2023 wurden die beiden Augenkliniken am Standort Rüppurr zusammengeführt. Entgegen noch im Dezember 2020 kommunizierter Pläne soll auch die Klinik für Gynäkologie und Geburtshilfe, die erst vor wenigen Jahren einen Neubau bezogen hat, Rüppurr verlassen. Als Kompensation seien die Etablierung eines Zentrums für Ambulante Operationen sowie Ansiedlung weiterer Arztpraxen geplant. Als Gründe wurden ein Leistungseinbruch der Vidia-Kliniken um 15 % gegenüber 2019, Personalmangel und eine dadurch entstehende finanzielle Schieflage genannt. Am 15. Februar 2023 bestätigte das Unternehmen den Bericht in einer Pressemitteilung.

## Einzugsbereich und Fallzahlen
Das Diakonissenkrankenhaus liegt im Stadtteil Rüppurr im Süden von Karlsruhe und versorgt vor allem die südlichen Stadtteile sowie den südlichen Bereich des Landkreises Karlsruhe, unter anderem mit der Stadt Ettlingen und der Gemeinde Malsch, darüber hinaus die nördlichen Teile des Landkreises Rastatt.
2020 wurden im Diakonissenkrankenhaus 16.667 Patienten stationär und 60.152 Patienten ambulant behandelt.

## Qualitätsmanagement
2004 wurde das Diakonissenkrankenhaus erstmals nach den Kriterien der Kooperation für Transparenz und Qualität im Gesundheitswesen (KTQ) zertifiziert, die dritte erfolgreiche Rezertifizierung erfolgte im Jahr 2013.